# Эмблема Содружества Независимых Государств
Эмбле́ма Содру́жества Незави́симых Госуда́рств — один из официальных символов СНГ, наряду с флагом. Утверждена 18 января 1996 года.

## Описание
Содружество Независимых Государств (далее — Содружество) имеет свою эмблему (далее — эмблема СНГ), композицию которой составляет обрамлённый круг синего цвета, содержащий изображение фигуры белого цвета из вертикальных полос, переходящих в верхней части этой фигуры симметрично вправо и влево в концентрические кольцеобразные элементы. Последние расширяются кверху и закруглены, их длина и ширина уменьшаются от центра симметрии к периферии. В верхней части композиции изображен золотой круг, охватываемый кольцеобразными элементами
Композиция символизирует стремление к равноправному партнерству, единству, миру и стабильности.
Воспроизведение изображения эмблемы СНГ допускается в цветном и одноцветном варианте (синий, чёрный), а также в объемном варианте.
Решение не подписано Узбекистаном и Украиной.

## История
28 октября 1994 года, постановлением Совета Межпарламентской Ассамблеи государств-участников СНГ «О проектах положений о флаге и эмблеме Содружества Независимых Государств», был одобрен проект Положения о флаге и эмблеме: «обрамлённый круг синего цвета, содержащий изображение белой фигуры из вертикальных полос, переходящих в верхней части этой фигуры (симметрично вправо и влево) в концентрические кольцеобразные элементы. Последние расширяются кверху и закруглены, их длина и ширина уменьшаются от центра симметрии к периферии. Они охватывают круг золотого цвета, находящийся в верхней части композиции. Композиция символизирует стремление к единству, миру и стабильности».
3 мая 1995 года, постановлением Межпарламентской Ассамблеи государств-участников СНГ «О Положении о флаге Содружества Независимых Государств и о Положении об эмблеме Содружества Независимых Государств», были одобрены Положения о флаге и эмблеме. Описание эмблемы приняло нынешний вид.
18 января 1996 года решением Совета глав государств СНГ было утверждено положение об эмблеме СНГ.